# 隆納·大衛·連恩
隆納·大衛·連恩（英語：Ronald David Laing，1927年10月7日—1989年8月23日），通常被稱為「R·D·連恩」（R.D. Laing），是一位蘇格蘭精神科醫師，撰寫了大量有關精神疾病的文章，特別著墨於疾病經驗。在精神病理現象的成因和治療上，連恩對存在哲學的研究影響了他的看法，這與主流的現象學精神病理學、精神分析動力式精神病理學發展背道而馳。
1962年連恩在一篇文章中指出傳統的臨床精神醫學是將精神病患孤立於生活之外，視其為單個人、單個生物或簡單的機器；然而人不僅僅是生物系統而已，個體從一出生即處於與他人的關係之中，只有從存在－現象學的觀點出發，才能解釋真正人的意義及人與人間的關聯。連恩拒絕反精神病學這個標籤。在政治上，他被視為新左派的思想家。2017年發行連恩的自傳電影《Mad to Be Normal （页面存档备份，存于）》。

## 早期生活
1927年10月7日連恩出生於格拉斯哥郊區的高文希爾，是家中唯一的孩子:7。
連恩四歲時即進入約翰·尼爾森·卡斯伯森爵士公立小學（Sir John Neilson Cuthbertson Public School）接受教育，並於歐瑪姊妹音樂學校（Misses Ommer School of Music）學習鋼琴。八歲畢業後進入哈其森中學。哈其森中學奠定連恩教育的基礎，連恩在此學了希臘文、拉丁文，並讀完原文的西方思潮經典，學校課程著重於哲學，如荷馬、索福克勒斯、歐里庇得斯、艾斯奇勒斯、奧維德、聖奧古斯丁、聖方濟、柏拉圖、亞里斯多德，也包括犬儒學派、懷疑學派、普羅提諾等。
1944年連恩通過英國皇家音樂學院教師檢定資格，隔年五月又取得倫敦皇家音樂學院演奏文憑。1945年連恩進入格拉斯哥大學醫學系，他在此創立「蘇格拉底社」（Socratic Club），課餘會參加精神科講座，進入學會參訪精神病院等，使連恩對精神科產生興趣。1950年大學畢業前全科被當是連恩求學時期的重大挫折，致使他與所有「體制」為敵，年底重考全數通過，1951年2月14日自格拉斯哥大學畢業，並取得醫師資格。

## 經歷
1951年10月至1953年9月期間連恩服役於皇家陸軍醫療部隊，新訓結束後被派往皇家英軍精神醫學小隊（British Army Psychiatric Unit），此段對於深度胰島素昏迷療法的經歷，連恩將之寫成《分裂的自我》（The Divided Self）和《自我與他人》（The Self and Others）兩本書。1953年，連恩回到格拉斯哥，參加了一個以存在主義為導向的討論小組，並在格拉斯哥皇家精神病院工作。連恩的同事認定他為「保守派」，因為連恩反對電痙攣療法及當時引進的新藥。
1956年連恩進入塔維斯托克診療中心擔任資深主治醫師看診，並加入英國精神分析學會的實驗性計劃，此計畫能讓新進精神科醫師能在國民保健署 (英國)的體系下任職，同時接受精神分析研究學院的訓練。培訓期間，連恩接受查爾斯·萊克勞福的分析，瑪莉安·彌爾納及唐納德·威尼科特的督導。
1964年4月16日正式出版著作《正常、瘋癲和家庭》（Sanity, Madness and the Family），同日出刊的《新社會》上也刊載連恩的文章〈精神分裂與家庭〉（Schizophrenia and the Family），當時《國際社會精神醫學期刊》也刊出相關文章〈精神分裂是種疾病嗎？〉（Is Schizophrenia a Disease?）；連恩不認為精神分裂是疾病，而是重新組織後的溝通形式，是有理可循的，文句間展露連恩對精神分裂者的關懷。
1964年連恩的名字在雜誌、媒體間大量曝光，九月底到美國參加研討會、講課。年底出版著作《理性與暴力》（Reason and Violence）。
1965年連恩與人一起創建了友愛兄弟協會，協會於六月搬進金斯利會所，開始進行社區精神科計畫，患者和治療師在會所共同生活。連恩不僅在金斯利會所活動，也積極上節目及參與研討會。友愛兄弟協會於1970年5月31日正式離開金斯利會所。
1968年年底參加第八屆「梅西公民講座」。
1971年連恩前往印度進行靈修之旅，1972年11月5日至12月8日於全美舉辦講座。
1974年2月連恩赴加拿大進行巡迴活動

## 著作
- 《分裂的自我》（The Divided Self, 1960）
- 《自我與他人》（Self and Others, 1961）
- 《正常、瘋癲和家庭》第一冊（Sanity, Madness and the Family, vol, I, 1964）
- 《理性與暴力》（Reason and Violence, 1964）
- 《人際知覺》（Interpersonal Perception. 1966）
- 《經驗的權力關係與天堂之鳥》（The Politics of Experience and the Bird of Paradise, 1967）
- 《心結》（Knots, 1970）
- 《家庭的權力關係》（The Politics of the Family, 1971）
- 《你愛我嗎？》（Do You Love me?, 1976）
- 《十四行詩集》（Sonnets, 1976）
- 《殘酷的現實》（Facts of Life, 1976）
- 《與孩子對話》（Conversations with Children, 1977）
- 《與孩子對話》第二集（Conversations with Children, vol, II, 1977）
- 《經驗之聲》（The Voice of Experience, 1982）
- 《智慧、瘋癲和愚昧》（Wisdom, Madness & Folly）

## 延伸閱讀
- 安德烈·連恩（Adrian Laing）著，連芯譯，《瘋狂與存在》，2012年，心靈工坊出版，ISBN 978-986-611-239-3

## 外部連結
- 在Find a Grave上的隆納·大衛·連恩